# Berta Velasco i Casals
Berta Velasco Casals (Barcelona, 13 de desembre de 1987) és una jugadora de futbol sala catalana.
Formada com a ala, va debutar a la Primera divisió espanyola amb el FS Gironella la temporada 2005-06, on jugà durant set temporades, a excepció de la temporada 2008-09, en què jugà amb el Club Femesala Elche. Va fitxar pel Club Deportivo Orvina la temporada 2012-13, tornant-hi l'any següent. Des de l'any 2017, juga a l'Associació Esportiva Penya Esplugues, després de la fusió amb el FS Gironella. Entre d'altres èxits, ha guanyat quatre Copes Catalunya, ha sigut escollida millor jugadora catalana de futbol sala en cinc ocasions i millor jugadora de la Lliga la temporada 2017-18. Internacional amb la selecció espanyola de futbol sala en trenta-dues ocasions, va proclamar-se campiona d'Europa l'any 2019.

## Palmarès
Clubs
- 7 Copa Catalunya de futbol sala femenina: 2007-08, 2009-10, 2010-11, 2011-12, 2017-18, 2018-19, 2019-20

Selecció espanyola
- 1 medalla d'or a l'Eurocopa femenina de futbol sala: 2019

Individual
- 1 Millor jugadora de Lliga espanyola de futbol sala femenina: 2017-18
- 5 Millor jugadora catalana de futbol sala : 2013-14, 2015-16, 2016-17, 2017-18, 2018-19